# Anconski Lazzaretto
Anconski Lazzaretto, imenovan tudi Mole Vanvitelliana, je peterokotna stavba iz 18. stoletja, zgrajena na umetnem otoku kot karantenska postaja za pristaniško mesto Ancona v Italiji.
Otok je zdaj s kopnim povezan s tremi mostovi. Stavbo je naročil papež Klemen XII., zasnoval jo je arhitekt Luigi Vanvitelli, gradili pa so jo v letih 1733−1743. Prvotno je imela samo eno povezavo s celino. V osrednjem neoklasicističnem tempiettu, posvečenem svetemu Roku, ki je bil priklican proti kugi, je bil v središču dvorišča vodnjak. Zgrajena je bila za namestitev morebitno okuženih potnikov in blaga, ki je prispelo v pristanišče.
Z leti je kraj prevzel različne funkcije, predvsem kot vojaška trdnjava od 19. stoletja. Med prvo svetovno vojno je prišlo do neuspešnega poskusa sabotiranja italijanskih pomorskih virov s strani 60 infiltriranih habsburških mornarjev. Zdaj se uporablja kot mesto muzeja Tattile Omero, pa tudi kot prostor za različne razstave.
Ni jasno, zakaj je bila za stavbo izbrana peterokotna oblika. Vendar pa je racionalistična in funkcionalna zasedba skupna številnim delom poznorazsvetljenske arhitekture. Prizadevanja tega dela je mogoče primerjati s sodobno arhitekturo institucij, ki naj bi zagotovile geometrijsko privlačne strukture za namestitev storitev za revne v Neaplju Fernanda Fuge, kot sta ogromna Kraljeva bolnišnica in bolnišnica za revne ter matematično pokopališče iz leta 366. Fossae.